# Khyber Pools
Die Khyber Pools sind eine Gruppe kleiner Seen auf Signy Island im Archipel der Südlichen Orkneyinseln. Sie liegen inmitten des Chaiber-Passes (englisch Khyber Pass). 
Die Seen entstanden in den 1980er Jahren durch Gletscherschmelze. Das UK Antarctic Place-Names Committee benannte sie 2004 in Anlehnung an die Benennung des Passes, der nach dem Chaiber-Pass zwischen Pakistan und Afghanistan benannt ist.